# Lac Monselet
Pour les articles homonymes, voir Monselet.
Le lac Monselet est un plan d'eau douce dans le territoire non organisé du Les Lacs-du-Témiscamingue, dans la municipalité régionale de comté (MRC) Témiscamingue, dans la région administrative de Abitibi-Témiscamingue, dans la province de Québec, au Canada.
Le lac Monselet est situé au Nord-Ouest de la réserve faunique La Vérendrye à une altitude de 335 m. La route R-0816 coupant l’embouchure de la rivière Decelles dessert ce secteur forestier.
Le lac Monselet est entièrement situé en zones forestières. La foresterie constitue la principale activité économique du secteur ; les activités récréotouristiques arrivent en second. Sa surface est généralement gelée du début de décembre à la fin avril.

## Géographie
Les principaux bassins versants voisins du lac Monselet sont :
- côté nord : rivière Decelles, réservoir Decelles, rivière des Outaouais ;
- côté est : lac Alfred, lac Dontigny, lac Mars ;
- côté sud : lac Winawiash, lac Bay, lac Algonquin ;
- côté ouest : lac de l’Esturgeon, Rivière de l'Esturgeon (réservoir Decelles), rivière Winneway, lac Simard (Témiscamingue).

Le lac Monselet a une forme très étroite et tout en longueur presque en ligne droite. Ce lac reçoit les eaux de deux décharges de petits lacs sur sa rive Ouest.
L’embouchure du lac Monselet est situé à :
- 1,7 km au sud de l’embouchure de la rivière Decelles qui se déverse dans le réservoir Decelles ;
- 47,7 km à l’est de l’embouchure du lac Simard (Témiscamingue) ;
- 28,1 km au sud-est de l’embouchure du réservoir Decelles ;
- 79,5 km à l’est de la Centrale des Rapides-des-Quinze sur la rivière des Outaouais ;
- 70,5 km au sud-ouest du centre-ville de Val d’Or.

Le lac Monselet se déverse par le nord dans la rivière Decelles laquelle se déverse à son tour dans la partie sud de la « Baie à la Truite » qui constitue une extension vers le sud-ouest du réservoir Decelles. De là, le courant traverse vers le nord-ouest le réservoir Decelles lequel est traversé vers l’ouest par la rivière des Outaouais.

## Toponymie
Jadis, ce plan d’eau était désigné « Lac à la Truite » tout comme la baie où se déverse la rivière Decelles. Le terme « Monselet » constitue un patronyme de famille d'origine française.
Le toponyme « lac Monselet » a été officialisé le 5 décembre 1968 par la Commission de toponymie du Québec lors de sa création.